# Bong Jae-hyun
Đây là một tên người Triều Tiên, họ là Bong.
Bong Jae-hyun (tiếng Hàn: 봉재현, Hanja: 奉宰鉉, sinh ngày 4 tháng 1 năm 1999) được biết đến với biệt danh Jaehyun , là một ca sĩ và diễn viên người Hàn Quốc. Anh là thành viên của nhóm nhạc nam K-pop Golden Child. Với tư cách là một diễn viên, anh được biết đến nhiều nhất với các vai diễn trong Dưa hấu lấp lánh (2023) và Đại ca đi học (2024).

## Tiểu sử
Jaehyun sinh ngày 4 tháng 1 năm 1999 tại Gangbuk-gu, Seoul, Hàn Quốc. Anh theo học tại Trường Trung học Nghệ thuật Hanlim.

## Sự nghiệp

### 2017–nay: Ra mắt cùng Golden Child và hoạt động solo
Jaehyun ra mắt lần đầu với tư cách là thành viên của nhóm nhạc Golden Child trong loạt phim thực tế Woollim Pick vào năm 2017. Sau đó, anh chính thức ra mắt với việc phát hành EP đầu tiên 'Gol-Cha!' của nhóm vào ngày 28 tháng 8 năm 2017.
Jaehyun xuất hiện trong tập đầu tiên của web drama Dingo Convenience Store Fling vào ngày 23 tháng 1 năm 2021, đánh dấu sự ra mắt diễn xuất của anh ấy.
Vào ngày 6 tháng 4 năm 2023, Jaehyun được xác nhận sẽ tham gia phim Đại ca đi học dự kiến ra mắt vào năm 2024. Cuối tháng đó, anh xuất hiện lần đầu trên màn ảnh trong bộ phim kinh dị Urban Myths khởi chiếu ngày 27 tháng 4.
Vào ngày 22 tháng 8 năm 2023, Jaehyun được xác nhận sẽ đóng vai Eunho trong bộ phim truyền hình Dưa hấu lấp lánh, phát sóng vào ngày 25 tháng 9.

## Danh sách phim

### Phim
| Năm  | Tiêu đề phim          | Vai                        | Ghi chú   | Ref.   |
| ---- | --------------------- | -------------------------- | --------- | ------ |
| 2015 | 4th Place             | Không xác định             | Khách mời |        |
| 2018 | Golden Child: Miracle | Bong Jae-hyun (chính mình) | Vai phụ   |        |
| 2022 | Urban Myths           | Young-min                  |           | [ 15 ] |

### Phim truyền hình
| Năm  | Tiêu đề phim      | Vai          | Ghi chú             | Ref.   |
| ---- | ----------------- | ------------ | ------------------- | ------ |
| 2022 | Revenge of Others | Bang Woo Tak | (Tập 7) (Khách mời) |        |
| 2023 | Dưa hấu lấp lánh  | Eun-ho       |                     | [ 16 ] |

### Phim chiếu mạng
| Năm  | Tiêu đề phim                   | Vai                        | Ref.   |
| ---- | ------------------------------ | -------------------------- | ------ |
| 2019 | Crash! Insignificant Roommates | Bong Jae-hyun (chính mình) |        |
| 2020 | Crash! Insignificant Reunion   | Bong Jae-hyun (chính mình) |        |
| 2021 | Convenience Store Fling        | Bong Jae-hyun (chính mình) |        |
| 2024 | Đại ca đi học                  | Choi Se-kyung              | [ 17 ] |

### Chương trình tạp kĩ
| Năm  | Tên chương trình | Ref. |
| ---- | ---------------- | ---- |
| 2017 | Woollim pick     |      |